# United States Indo-Pacific Command
United States Indo-Pacific Command (USINDOPACOM), Förenta staternas stillahavskommando, är det försvarsgrensövergripande militärkommandot med ansvar att försvara och upprätthålla USA:s säkerhetspolitiska intressen i och kring stilla havet, ostasien, oceanien samt Antarktis. Kommandots militärbefälhavare lyder direkt under USA:s försvarsminister.

## Bakgrund
United States Pacific Command skapades den 1 januari 1947 av president Harry Truman som en försvarsgrensövergripande ledningsfunktion för alla USA:s förband i och kring Stilla havet. 2018 byttes namnet till United States Indo-Pacific Command. 
USINDOPACOM har ansvaret för att fullfölja USA:s säkerhetspolitiska åtaganden i flera försvarspakter inom sitt geografiska område: ANZUS (Australien och Nya Zeeland), Japan (ratificerad 1952), Sydkorea (ratificerad 1954) samt Filippinerna (ratificerad 1952). USA:s förhållande till det omtvistade Taiwan (Republiken Kina) styrs av en lag från 1979 (Taiwan Relations Act).
Det geografiska området i vilket USINDOPACOM har operativt befäl för USA:s väpnade styrkor inkluderar både Antarktis, Folkrepubliken Kina, Indien samt östra Ryssland och omfattar 272 miljoner kvadratkilometer, har nära 60% av jordens befolkning och omfattar 36 suveräna stater.

## Ingående komponenter

United States Army Pacific.

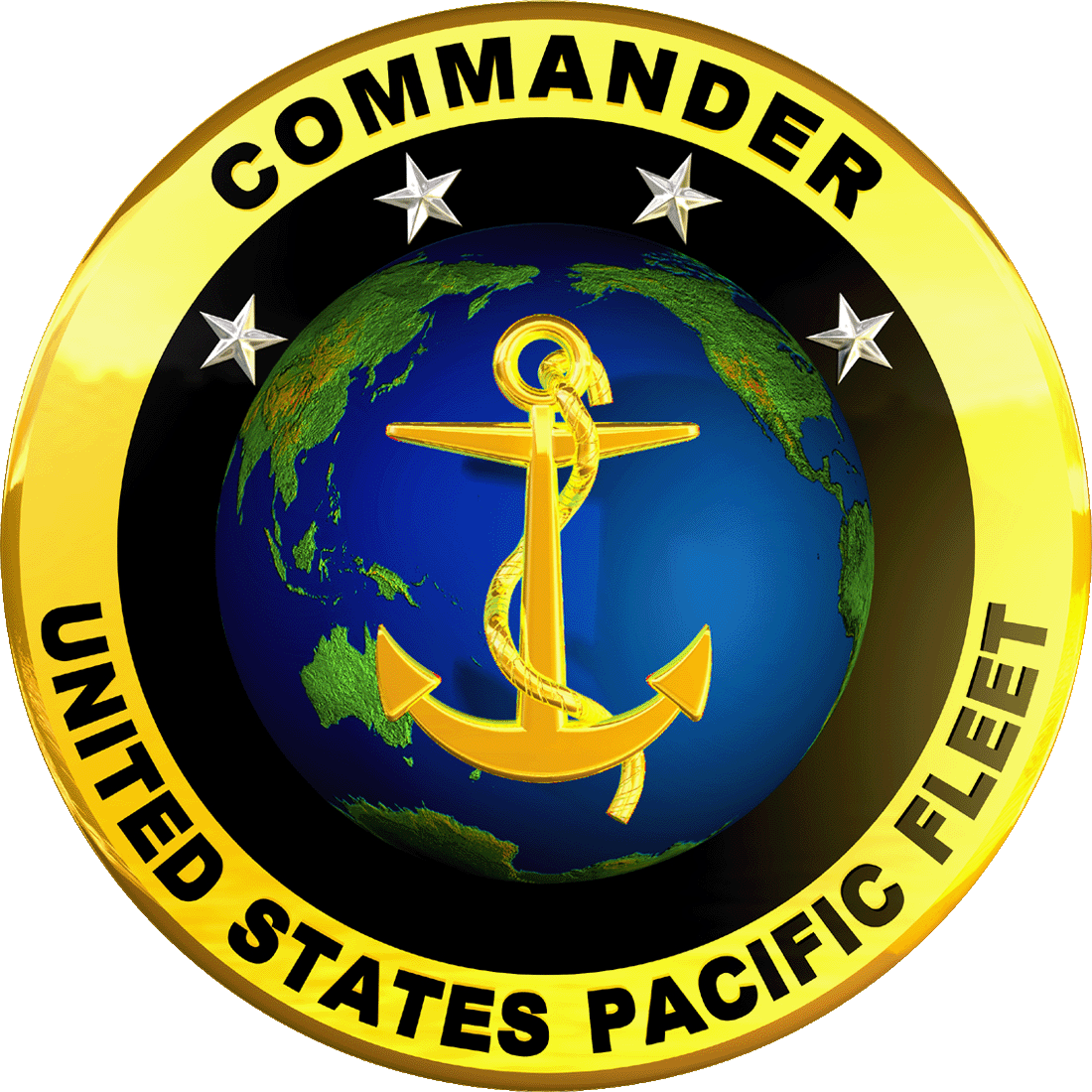
United States Pacific Fleet

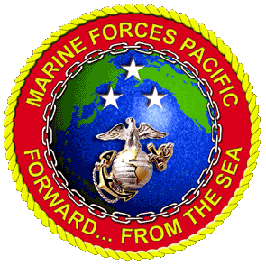
Marine Forces Pacific.

United States Forces Japan.

United States Forces Korea.

### Försvarsgrenskomponenter
- Armékomponent
  - U.S. Army Pacific (USARPAC) - Fort Shafter, Hawaii
- Flottans komponent
  - U.S. Pacific Fleet (USPACFLT) - Pearl Harbor Naval Base, Hawaii
- Flygvapenkomponent
  - U.S. Pacific Air Forces (PACAF) - Hickam Air Force Base, Hawaii
- Marinkårskomponent
  - United States Marine Corps Forces, Pacific (MARFORPAC) - Camp H.M. Smith, Hawaii

### Underlydande militärkommandon
- Alaskan Command (ALCOM) - Elmendorf Air Force Base, Alaska, USA
- U.S. Forces Japan (USFJ) - Yokota Air Base, Tokyo, Japan
- U.S. Forces Korea (USFK) - Yongsan Army Garrison, Seoul, Sydkorea

## Militärbefälhavare 1947-idag
| Nr   | Porträtt | Namn                             | Försvarsgren | Tillträdde        | Avgick            | Not   |
| ---- | -------- | -------------------------------- | ------------ | ----------------- | ----------------- | ----- |
| 1.   |          | Amiral John H. Towers            | Flottan      | 1 januari 1947    | 28 februari 1947  | [ 1 ] |
| 2.   |          | Amiral Louis E. Denfeld          | Flottan      | 28 februari 1947  | 3 december 1947   | [ 1 ] |
| 3.   |          | Amiral DeWitt C. Ramsey          | Flottan      | 12 januari 1948   | 30 april 1949     | [ 1 ] |
| 4.   |          | Amiral Arthur W. Radford         | Flottan      | 30 april 1949     | 10 juli 1953      | [ 1 ] |
| 5.   |          | Amiral Felix Stump               | Flottan      | 10 juli 1953      | 31 juli 1958      | [ 1 ] |
| 6.   |          | Amiral Harry D. Felt             | Flottan      | 31 juli 1958      | 30 juni 1964      | [ 1 ] |
| 7.   |          | Amiral Ulysses S. Grant Sharp    | Flottan      | 30 juni 1964      | 31 juli 1968      | [ 1 ] |
| 8.   |          | Amiral John S. McCain, Jr.       | Flottan      | 31 juli 1968      | 1 september 1972  | [ 1 ] |
| 9.   |          | Amiral Noel Gayler               | Flottan      | 1 september 1972  | 30 augusti 1976   | [ 1 ] |
| 10.  |          | Amiral Maurice F. Weisner        | Flottan      | 30 augusti 1976   | 31 oktober 1979   | [ 1 ] |
| 11.  |          | Amiral Robert L. J. Long         | Flottan      | 31 oktober 1979   | 1 juli 1983       | [ 1 ] |
| 12.  |          | Amiral William J. Crowe          | Flottan      | 1 juli 1983       | 18 september 1985 | [ 1 ] |
| 13.  |          | Amiral Ronald J. Hays            | Flottan      | 18 september 1985 | 30 september 1988 | [ 1 ] |
| 14.  |          | Amiral Huntington Hardisty       | Flottan      | 30 september 1988 | 1 mars 1991       | [ 1 ] |
| 15.  |          | Amiral Charles R. Larson         | Flottan      | 1 mars 1991       | 11 juli 1994      | [ 1 ] |
| t.f. |          | Generallöjtnant Harold T. Fields | Armén        | 11 juli 1994      | 19 juli 1994      |       |
| 16.  |          | Amiral Richard C. Macke          | Flottan      | 19 juli 1994      | 31 januari 1996   | [ 1 ] |
| 17.  |          | Amiral Joseph W. Prueher         | Flottan      | 31 januari 1996   | 20 februari 1999  | [ 1 ] |
| 18.  |          | Amiral Dennis C. Blair           | Flottan      | 20 februari 1999  | 2 maj 2002        | [ 1 ] |
| 19.  |          | Amiral Thomas B. Fargo           | Flottan      | 2 maj 2002        | 26 februari 2005  | [ 1 ] |
| 20.  |          | Amiral William J. Fallon         | Flottan      | 26 februari 2005  | 3 mars 2007       | [ 1 ] |
| t.f. |          | Generallöjtnant Daniel P. Leaf   | Flygvapnet   | 3 mars 2007       | 23 mars 2007      |       |
| 21.  |          | Amiral Timothy J. Keating        | Flottan      | 23 mars 2007      | 19 oktober 2009   | [ 1 ] |
| 22.  |          | Amiral Robert F. Willard         | Flottan      | 19 oktober 2009   | 9 mars 2012       | [ 1 ] |
| 23.  |          | Amiral Samuel J. Locklear        | Flottan      | 9 mars 2012       | 27 maj 2015       | [ 1 ] |
| 24.  |          | Amiral Harry B. Harris Jr.       | Flottan      | 27 maj 2015       | 30 maj 2018       | [ 1 ] |
| 25.  |          | Amiral Philip S. Davidson        | Flottan      | 30 maj 2018       | 30 april 2021     | [ 1 ] |
| 26.  |          | Amiral John C. Aquilino          | Flottan      | 30 april 2021     | [ 1 ]             |       |

### Notförteckning
1. 1 2 3 4 5 6 7 8 9 10 11 12 13 14 15 16 17 18 19 20 21 22 23 24 25 26  ”Previous Commanders” (på engelska). www.pacom.mil. U.S Indo-Pacific Command. 2022. https://www.pacom.mil/About-USPACOM/USPACOM-Previous-Commanders/. Läst 11 juli 2022.
2. ↑  Fram tills den 14 januari 1958 var militärbefälhavaren för PACOM samtidigt befälhavare för stillahavsflottan.